# Top Topham
Anthony (Top) Topham (Southall, 3 juli 1947 – 23 januari 2023) was een Brits rock- en bluesgitarist.
Hij is vooral bekend als bluesgitarist en ook als eerste leadgitarist van The Yardbirds. Topham verliet de band voordat ze populair werden en werd vervangen door Eric Clapton, de eerste van drie leadgitaristen van de Yardbirds die een internationale reputatie verwierven (de andere twee zijn Jeff Beck en Jimmy Page). Naast zijn muziekcarrière werkte Topham ook als binnenhuisarchitect en schilder.

## Biografie
In mei 1963 bezochten Topham en zijn vriend Chris Dreja in hun middelbareschooltijd  het Railway Hotel in Norbiton. Het entertainment van het hotel bestond uit traditionele jazzmuziek in de lounge op de bovenverdieping. Men liet beginnende muzikanten spelen tijdens de pauzes. Daar ontmoetten ze zanger en mondharmonicaspeler Keith Relf, bassist Paul Samwell-Smith en drummer Jim McCarty. Ze besloten The Yardbirds te formeren met Topham als leadgitarist. Twee weken later gaven ze hun eerste optreden op Eel Pie Island, ter ondersteuning van de Cyril Davies All-Stars. Twee maanden na de formatie van de Yardbirds bood Giorgio Gomelsky hen een vaste speelplek aan bij de Crawdaddy Club en werd hun manager. Omdat de Yardbirds professioneel moesten worden, werd Topham geconfronteerd met afkeuring door zijn ouders, die bang waren dat hij zijn kunststudies zou beëindigen. Hij kon zich niet fulltime aan de Yardbirds binden en vertrok. Zijn vervanger Eric Clapton was een collega-kunststudent van dezelfde middelbare school.
Topham herinnerde zich:
'Ik was toen pas vijftien, drie of vier jaar jonger dan de rest, en mijn ouders lieten me nooit vijf of zes avonden per week uitgaan om muziek te spelen, ook al bracht ik al het dubbele mee naar huis van wat mijn vader verdiende. Ik ging naar de Epsom Art School en ze wilden dat ik het serieus nam. Eric Clapton was de voor de hand liggende persoon om me te vervangen. Later had ik er geen spijt van dat ik wegging omdat ze afstand hadden genomen van de bluesmuziek waarin ik geïnteresseerd was. Zelfs als ik bij hen was gebleven om professioneel te worden, denk ik dat ik later zou zijn vertrokken om dezelfde redenen waarom Eric vertrok'.
Op de Epsom Art School richtte hij bands op met zijn vriend Duster Bennett. Hij voegde zich bij Winston G and the Wicked (later omgedoopt tot The Fox) en speelde naast Marc Bolan. Na een laatste optreden met Winston G in het Londense Roundhouse bracht Topham zijn samenwerking met Bennett weer tot leven en nam met hem een livealbum op. Dit leidde tot een kennismaking met Mike Vernon en zijn Blue Horizon-label. Topham werd sessiemuzikant voor Blue Horizon en speelde met Peter Green en Christine McVie.
Topham nam het soloalbum Ascension Heights op voor Blue Horizon. Terwijl Bennett in 1970 met John Mayall toerde, werd Topham ernstig ziek en moest hij de muziekindustrie weer verlaten. Na zijn herstel twee jaar later trad hij toe tot de kunstsector, maar een toevallige ontmoeting met Jim McCarty leidde ertoe dat Topham in 1988 terugkeerde naar de blues. De Topham-McCarty Band speelde twee jaar, totdat Topham besloot in juli 1990 om door te gaan met countryblues. Hij oefende op de 12-snarige gitaar voor het nummer Broken Waltz Time op het Bill Morrissey-album Night Train (Philo Records). Later droegen Topham en Jim McCarty het nummer Drifting bij aan het dubbelalbum Rattlesnake Guitar: The Music of Peter Green. In de jaren 2000 was Topham te gast bij de nieuwste editie van de Yardbirds onder de co-leiding van McCarty en Dreja en trad hij op met John Idan in eigen sporadische concerten. Hij speelde ook samen met de eminente boogiewoogie-pianist Bob Hall. Hij werd officieel opnieuw lid van de Yardbirds in 2013, ter vervanging van Dreja, die om medische redenen de band moest verlaten. In mei 2015 verliet Topham de Yardbirds en werd vervangen door Earl Slick.
Topham overleed op 75-jarige leeftijd. Zijn familie maakte bekend dat hij in zijn laatste jaren aan dementie had geleden.

## Discografie
- 2008 — The Complete Blue Horizon Sessions — Top Topham - producent: Mike Vernon